# ФК «Динамо» Москва в сезоне 1939
Сезон 1939 года - 17-й в истории футбольного клуба «Динамо» Москва.
В нём команда приняла участие в чемпионате  и кубке СССР.

## Общая характеристика выступления команды в сезоне
Итоги сезона 1938 года были признаны динамовским руководством неудовлетворительными и произошла очередная смена главного тренера — команду вновь принял Виктор Иванович Дубинин, уже работавший в ней в победном 1937 году. Будучи достаточно грамотным специалистом, Дубинин все же не был способен к генерации глубоких тактических идей и в стоявшей перед командой насущной задаче перехода на систему «дубль-ве» больше полагался на самих футболистов, хотя и весьма опытных, но все же объективно небезупречных и далеко не единодушных в выборе тактического рисунка игры и состава. Ситуация усугублялась тем, что по итогам прошлого сезона команду покинул ряд перспективных футболистов (Акимов, Забелин, Гринин и другие; ведущие защитники Корчебоков и Тетерин закончили выступления). Из молодых футболистов лишь Василий Трофимов и, временами, Александр Назаров соответствовали необходимому уровню. Ситуация усугублялась ставшими уже привычными травмами ряда ключевых игроков (Алексей Пономарёв, Василий Смирнов, Евгений Елисеев).
В результате команда подошла к сезону с существенным тактическим отставанием от ряда ведущих команд и выступала в целом намного слабее, чем позволял подбор имевшихся в ее распоряжении футболистов. Система «дубль-ве» выдвигала новые требования к футбольной универсализации, игровой дисциплине и функциональной готовности исполнителей и на ряде ключевых позиций (в линиях обороны, полузащиты, а также на месте центрфорварда) пробовавшиеся там игроки существенно уступали оппонентам. Все это привело, несмотря на локальные успехи, к неизбежным поражениям — после одного из них, 1 июля в матче чемпионата с ленинградским «Электриком» (1:3), руководство приняло решение о смене тренера в разгар сезона.
Пришедшему на этот пост Виктору Сергеевичу Тетерину, работающему тренером первый сезон, было трудно что-либо принципиально изменить в организации игры команды — она продолжила свои крайне нестабильные выступления: обыграв в первых матчах при новом тренере лидеров ЦДКА (4:1) и «Динамо» Тбилиси (3:2), команда затем во второй раз в сезоне дома уступила сталинградскому «Трактору» (2:3) и в кубке «Локомотиву» (1:4), после чего новый тренер, не проработавший и месяца, также был освобожден от занимаемой должности.
Ему на смену пришел также дебютировавший в этом сезоне на тренерском поприще Лев Николаевич Корчебоков, ожидаемо не имевший средств к принципиальному выправлению игровой ситуации. Кроме того, по характеру новый тренер не был дипломатичен и не смог предотвратить намечающиеся, ввиду неуспехов команды, раскол и ссоры между ее лидерами.  В результате, одержав в оставшихся двенадцати матчах второго круга всего три победы, деморализованная команда (которую в течение сезона на поле выводили четыре разных капитана и четыре тренера — после 13 сентября место Корчебокова вновь занял Тетерин) откатилась на седьмое место, показав худший результат в своей довоенной истории. 

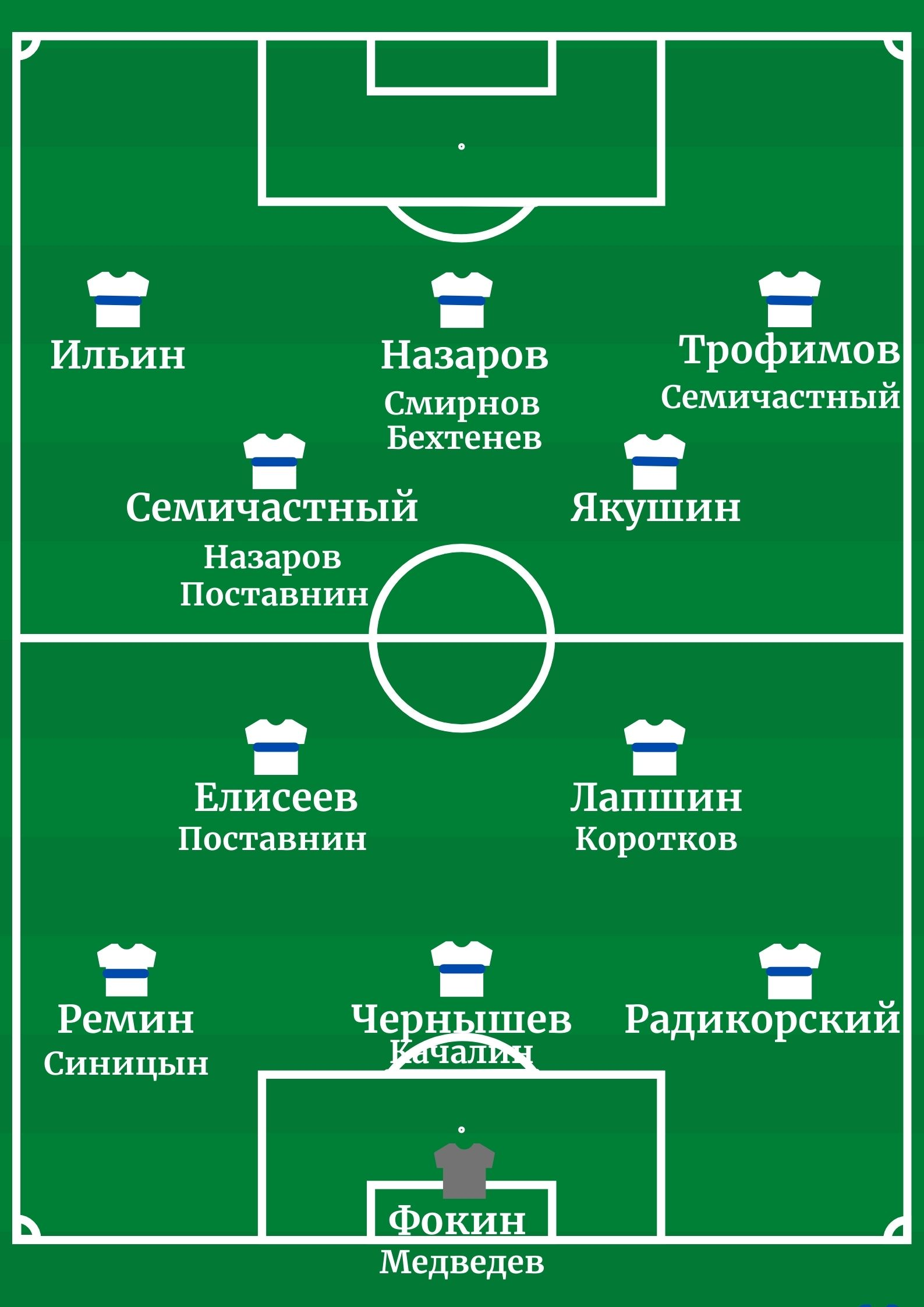

## Команда

### Состав
| Игрок                | Дата рождения    | Сезон в «Динамо» | Бывший клуб             |
| Вратари              | Вратари          | Вратари          | Вратари                 |
| -------------------- | ---------------- | ---------------- | ----------------------- |
| Евгений Фокин        | 25 октября 1909  | 10               | КЖД им.Ильича Подольск  |
| Николай Медведев     | 21 сентября 1918 | 1                | «Динамо» (клубная)      |
| Защитники            |                  |                  |                         |
| Всеволод Радикорский | 3 октября 1915   | 2                | «Динамо» (клубная)      |
| Аркадий Чернышев     | 16 марта 1914    | 4                | «Серп и Молот»          |
| Александр Рёмин      | 28 сентября 1910 | 8                | «Трёхгорка»             |
| Николай Синицын      | 22 января 1917   | 2                | «Динамо-ТК №1» Болшево  |
| Михаил Волков        | 1 октября 1910   | 1                | «Крылья Советов» Москва |
| Георгий Богданов     | [[ ]] 1918       | 1                | «Динамо» Свердловск     |
| Полузащитники        |                  |                  |                         |
| Алексей Лапшин       | 24 февраля 1909  | 9                | РКимА                   |
| Николай Поставнин    | 28 декабря 1916  | 2                | «Динамо» (клубная)      |
| Евгений Елисеев      | 7 января 1909    | 4                | «Балтвод» Ленинград     |
| Гавриил Качалин      | 17 января 1911   | 4                | «Динамо» Гомель         |
| Павел Коротков       | 24 июля 1907     | 10               | «Динамо» (клубная)      |
| Нападающие           |                  |                  |                         |
| Василий Трофимов     | 7 января 1919    | 1                | «Динамо-ТК №1» Болшево  |
| Михаил Якушин        | 15 ноября 1910   | 7                | СКиГ                    |
| Александр Назаров    | 26 июля 1915     | 2                | «Динамо» (клубная)      |
| Михаил Семичастный   | 5 декабря 1910   | 4                | ЦДКА                    |
| Сергей Ильин         | 2 июля 1906      | 9                | ЦДКА                    |
| Валерий Бехтенев     | 21 декабря 1914  | 1                | «Динамо» Ростов         |
| Василий Смирнов      | 13 января 1909   | 9                | «Трёхгорка»             |
| Алексей Пономарёв    | 15 февраля 1913  | 5                | «Динамо» (клубная)      |
| Василий Павлов       | 23 января 1907   | 13               | «Динамо» (клубная)      |
| Иван Щербаков        | 24 марта 1917    | 2                | «Динамо-ТК №1» Болшево  |
| Петр Серёгин         | 16 июня 1912     | 1                | «Спартак» (клубная)     |

### Изменения в составе
| Поз | Игрок            | Прежний клуб            |
| --- | ---------------- | ----------------------- |
| В   | Николай Медведев | «Динамо» (клубная)      |
| З   | Михаил Волков    | «Крылья Советов» Москва |
| З   | Георгий Богданов | «Динамо» Свердловск     |
| Н   | Василий Трофимов | «Динамо-ТК №1» Болшево  |
| Н   | Валерий Бехтенев | «Динамо» Ростов         |
| Н   | Петр Серёгин     | «Спартак» (клубная)     |

| Поз | Игрок               | Новый клуб              |
| --- | ------------------- | ----------------------- |
| В   | Анатолий Акимов     | «Спартак» Москва        |
| З   | Виктор Тетерин      | тренерская работа       |
| З   | Лев Корчебоков      | тренерская работа       |
| П   | Павел Забелин       | «Динамо» Ленинград      |
| Н   | Константин Ратников | «Крылья Советов» Москва |
| Н   | Алексей Гринин      | ЦДКА                    |
| П   | Николай Белоусов    | «Торпедо» Москва        |

## Официальные матчи

### Чемпионат СССР 1939
Число участников - 14. Система розыгрыша - «круговая» в два круга. Победитель - «Спартак» Москва.
Команда «Динамо» Москва заняла 7 место.
| 12 мая Ч 1 (55) | «Динамо» Москва   | 1:4     | «Динамо» Тбилиси                          | Тбилиси                                                    |
| | - Семичастный 34′ | (отчёт) | - 41′ Пайчадзе - 44′ 60′ 69′ Г.Джеджелава | Стадион: «Динамо» Зрителей: 35 000 Судья: А.Елисеев (Баку) |
| «Динамо» Москва: Медведев - Богданов, Качалин, Радикорский - Лапшин, Ремин - Трофимов, Елисеев, Семичастный, Поставнин, Ильин (63' Назаров) «Динамо» Тбилиси: Дорохов - Шавгулидзе , Гагуа (65' Челидзе) - Джорбенадзе, Фролов, Кикнадзе - Г.Джеджелава, М.Бердзенишвили, Пайчадзе, Джорджикия, Харбедия |                   |         |                                           |                                                            |

| 18 мая Ч 2 (56) | «Динамо» Москва | 1:3     | «Трактор» Сталинград                            | Сталинград                                                     |
| | - Серёгин 27′   | (отчёт) | - 28′ Проворнов - 65′ В.Ливенцев - 82′ Проценко | Стадион: «Металлург» Зрителей: 12 000 Судья: В.Лапшин (Москва) |
| «Динамо» Москва: Фокин - Радикорский, Чернышев, Ремин - Качалин, Елисеев - Трофимов, Лапшин (70' Павлов), Назаров, Поставнин, Серёгин «Трактор» Сталинград: Усов - Колесников, Беликов - Рудин, Г.Иванов, В.Матвеев - В.Ливенцев, Проворнов, Пономарев (70' Балясов), Б.Терентьев, Проценко |                 |         |                                                 |                                                                |

| 24 мая Ч 3 (57) | «Динамо» Москва                              | 3:1     | «Стахановец» Сталино | Сталино                                                      |
| | - Поставнин 10′ - Назаров 25′ - Трофимов 68′ | (отчёт) | - 42′ (пен.) Бикезин | Стадион: «Стахановец» Зрителей: 16 000 Судья: М.Ходак (Киев) |
| «Динамо» Москва: Медведев (9' Фокин) - Радикорский, Богданов - Лапшин , Чернышев, Ремин - Трофимов, Назаров, Бехтенев, Поставнин, Серёгин «Стахановец» Сталино: Скрипченко - Мазанов, Бикезин, И.Смагин - Н.Кузнецов, Прийменко - Балаба, В.Сидоров, Н.Кононенко , Васин, Несмеха |                                              |         |                      |                                                              |

| 29 мая Ч 4 (58) | «Динамо» Москва                                       | 4:1     | «Торпедо» Москва | Москва                                                          |
| | - Ильин 35′ - Трофимов 78′ - Якушин 79′ - Назаров 88′ | (отчёт) | - 20′ Рязанцев   | Стадион: «Динамо» Зрителей: 45 000 Судья: А.Сохранский (Москва) |
| «Динамо» Москва: Фокин - Радикорский, Чернышев, Ремин - Лапшин, Елисеев - Трофимов, Якушин, Назаров, Поставнин, Ильин «Торпедо» Москва: Кочетов - В.Поляков, Кочетков , В.Орлов - В.Маслов (Лобиков), Н.Морозов - Грошиков, Рязанцев, Синяков, П.Петров, Каричев |                                                       |         |                  |                                                                 |

| 5 июн Ч 5 (59) | «Динамо» Москва            | 2:1     | «Динамо» Киев   | Москва                                                       |
| | - Ильин 25′ - Трофимов 67′ | (отчёт) | - 65′ П.Комаров | Стадион: «Динамо» Зрителей: 30 000 Судья: Н.Усов (Ленинград) |
| «Динамо» Москва: Фокин - Радикорский, Ремин - Лапшин, Чернышев, Елисеев - Трофимов, Якушин, Назаров, Поставнин, Ильин «Динамо» Киев: Идзковский - Махиня, Клименко - Гребер, Лифшиц, И.Кузьменко - Гончаренко, Шиловский, Лайко , П.Комаров, Афанасьев (46' Калач) |                            |         |                 |                                                              |

| 10 июн Ч 6 (60) | «Динамо» Москва           | 2:0     | «Металлург» Москва | Москва                                                        |
| | - Назаров 9′ - Якушин 12′ | (отчёт) |                    | Стадион: «Динамо» Зрителей: 35 000 Судья: В.Васильев (Москва) |
| «Динамо» Москва: Фокин - Радикорский, Чернышев, Ремин - Лапшин, Елисеев - Трофимов, Якушин, Назаров, Поставнин, Ильин «Металлург» Москва: Набоков - Громов, Сиземов, Кудрявцев - Алякринский , Г.Комаров - Бесков (65' Потапов), А.Зайцев, Коробко, Митронов, Папков |                           |         |                    |                                                               |

| 17 июн Ч 7 (61) | «Динамо» Москва                         | 4:2     | «Сталинец» Ленинград | Москва                                                       |
| | - Назаров 26′ 65′ - Семичастный 79′ 80′ | (отчёт) | - 7′ 30′ В.Смагин    | Стадион: «Динамо» Зрителей: 50 000 Судья: И.Широков (Москва) |
| «Динамо» Москва: Фокин - Радикорский, Чернышев, Ремин - Лапшин, Елисеев - Трофимов, Якушин , Назаров, Поставнин, Семичастный «Сталинец» Ленинград: Л.Иванов - Козинец, Мишук, С.Медведев - Вербицкий (46' Салостин), Зябликов - Ласин, Ивин , В.Смагин, В.Шелагин, Н.Соловьев |                                         |         |                      |                                                              |

| 21 июн Ч 8 (62) | «Динамо» Москва | 0:0     | «Спартак» Москва | Москва                                                       |
| |                 | (отчёт) |                  | Стадион: «Динамо» Зрителей: 75 000 Судья: С.Демидов (Москва) |
| «Динамо» Москва: Фокин - Радикорский, Чернышев, Ремин - Лапшин, Елисеев - Трофимов, Якушин, Назаров, Семичастный, Ильин «Спартак» Москва: Жмельков - Вик. Соколов, Вас. Соколов - Гуляев, Ан.Старостин , К.Малинин - Глазков, В.Степанов, В.Семенов, А.Соколов, П.Корнилов |                 |         |                  |                                                              |

| 26 июн Ч 9 (63) | «Динамо» Москва                      | 3:0     | «Динамо» Ленинград | Ленинград                                                          |
| | - Семичастный 14′ 16′ - Трофимов 49′ | (отчёт) |                    | Стадион: «им.Ленина» Зрителей: 30 000 Судья: В.Быстров (Ленинград) |
| «Динамо» Москва: Фокин - Радикорский, Чернышев, Ремин - Лапшин, Елисеев (70' Поставнин) - Трофимов, Якушин, Назаров, Семичастный, Ильин «Динамо» Ленинград: Лихвинцев - М.Денисов, П.Киселев - Ошенков, П.Сычев, Вал. Федоров - Сазонов, П.Дементьев, С.Соловьев, Н.Дементьев, Быков |                                      |         |                    |                                                                    |

| 1 июл Ч 10 (64) | «Динамо» Москва   | 1:3     | «Электрик» Ленинград                        | Ленинград                                                        |
| | - Семичастный 41′ | (отчёт) | - 41′ Орешкин - 34′ И.Смирнов - 54′ Барышев | Стадион: «им.Ленина» Зрителей: 25 000 Судья: В.Воног (Ленинград) |
| «Динамо» Москва: Фокин - Радикорский, Чернышев, Ремин - Лапшин, Качалин - Трофимов, Якушин, Бехтенев, Семичастный, Ильин «Электрик» Ленинград: Набутов - Бодров, Анциферов - Орешкин, В.Лемешев , Яблочкин - Карась, Пав.Артемьев, Гусев (21' Барышев), И.Смирнов, Лотков |                   |         |                                             |                                                                  |

| 7 июл Ч 11 (65) | «Динамо» Москва                                          | 4:1     | ЦДКА            | Москва                                                       |
| | - Якушин 23′ - Ильин 37′ - Семичастный 49′ - Назаров 55′ | (отчёт) | - 28′ Капелькин | Стадион: «Динамо» Зрителей: 60 000 Судья: К.Терехов (Москва) |
| «Динамо» Москва: Фокин - Радикорский, Чернышев, Ремин - Лапшин, Качалин - Трофимов, Якушин, Назаров, Семичастный, Ильин ЦДКА: Власенко - Базовой, Калинин - А.Михайлов, Лясковский , А.Виноградов - Гринин, Щербатенко, Капелькин, М.Орехов, Федотов |                                                          |         |                 |                                                              |

| 11 июл Ч 12 (66) | «Динамо» Москва                                    | 5:1     | «Динамо» Одесса  | Москва                                                    |
| | - Семичастный 11′ 65′ - Якушин 20′ - Ильин 31′ 86′ | (отчёт) | - 15′ В.Онищенко | Стадион: «Динамо» Зрителей: 15 000 Судья: С.Хавчин (Киев) |
| «Динамо» Москва: Фокин - Радикорский, Чернышев, Ремин - Лапшин, Поставнин - Трофимов, Якушин, Назаров, Семичастный, Ильин «Динамо» Одесса: Михальченко - Волин, Брагин , Табачковский - Токарь, Хейсон - Л.Орехов, Гичкин, Шляпин, Борисевич, В.Онищенко |                                                    |         |                  |                                                           |

| 22 июл Ч 13 (67) | «Динамо» Москва                     | 3:2     | «Динамо» Тбилиси              | Москва                                                               |
| | - Смирнов 51′ 87′ - Семичастный 61′ | (отчёт) | - 16′ Харбедия - 20′ Бережной | Стадион: «Динамо» Зрителей: 45 000 Судья: А.Щелчков (Ростов-на-Дону) |
| «Динамо» Москва: Фокин - Радикорский, Чернышев, Ремин - Лапшин, Качалин (65' Поставнин) - Трофимов, Якушин, Смирнов, Семичастный, Ильин «Динамо» Тбилиси: Дорохов - Шавгулидзе , Фролов (65' Минаев), Гагуа - Джорбенадзе, Челидзе - Г.Джеджелава, М.Бердзенишвили, Пайчадзе, Бережной, Харбедия |                                     |         |                               |                                                                      |

| 25 июл Ч 14 (68) | «Динамо» Москва           | 2:3     | «Трактор» Сталинград                                      | Москва                                                       |
| | - Ильин 21'(пен.) 35′ 64′ | (отчёт) | - 22′ Проворнов - 32′ (пен.) В.Ливенцев - 34′ Б.Терентьев | Стадион: «Динамо» Зрителей: 50 000 Судья: Н.Усов (Ленинград) |
| «Динамо» Москва: Фокин - Радикорский, Чернышев, Качалин - Лапшин, Поставнин - Трофимов, Якушин, Смирнов (46' Щербаков), Семичастный, Ильин «Трактор» Сталинград: Усов - Сапронов, Г.Иванов, В.Матвеев - Рудин, Покровский - В.Ливенцев, Проворнов, Пономарев , Проценко, Б.Терентьев |                           |         |                                                           |                                                              |

| 17 авг Ч 15 (69) | «Динамо» Москва   | 1:2     | «Стахановец» Сталино       | Москва                                                           |
| | - Семичастный 15′ | (отчёт) | - 44′ Яковлев - 60′ Балаба | Стадион: «Динамо» Зрителей: 15 000 Судья: Л.Чернобыльский (Киев) |
| «Динамо» Москва: Фокин - Синицын, Радикорский, Волков - Лапшин (78' Чернышев), Поставнин - Семичастный, Якушин , Бехтенев, Назаров, Ильин «Стахановец» Сталино: Бушной - Мазанов, Н.Кузнецов, Бикезин - И.Смагин, Прийменко - Балаба, В.Сидоров, Н.Кононенко, Васин, Яковлев |                   |         |                            |                                                                  |

| 25 авг Ч 16 (70) | «Динамо» Москва | 2:2     | «Торпедо» Москва             | Москва                                                        |
| | - Якушин 5′ 55′ | (отчёт) | - 43′ Г.Жарков - 56′ Каричев | Стадион: «Динамо» Зрителей: 35 000 Судья: А.Богданов (Москва) |
| «Динамо» Москва: Фокин - Радикорский, Чернышев, Волков (46' Синицын) - Качалин, Поставнин - Трофимов, Якушин, Бехтенев, Семичастный, Ильин «Торпедо» Москва: Кочетов - В.Поляков, Кочетков , В.Орлов - В.Маслов, Н.Морозов - Каричев, Рязанцев (40' Гаврилов), Г.Жарков, П.Петров, А.Щербаков |                 |         |                              |                                                               |

| 1 сен Ч 17 (71) | «Динамо» Москва      | 1:3     | «Динамо» Киев                                    | Киев                                                            |
| | - Назаров 41′ (пен.) | (отчёт) | - 13′ П.Комаров - 35′ Шиловский - 88′ Гончаренко | Стадион: «Динамо» Зрителей: 30 000 Судья: Н.Тихонов (Ленинград) |
| «Динамо» Москва: Медведев - Радикорский, Чернышев, Ремин - Лапшин (70' Качалин), Поставнин - Семичастный, Якушин, Смирнов, Назаров, Ильин «Динамо» Киев: Идзковский - Махиня, Афанасьев, Клименко - Гребер, И.Кузьменко - Гончаренко, Шиловский, А.Фесенко, П.Комаров, Коротких (80' Чирьев) |                      |         |                                                  |                                                                 |

| 6 сен Ч 18 (72) | «Динамо» Москва                               | 4:3     | «Металлург» Москва                      | Москва                                                          |
| | - Назаров 6′ (пен.) 38′ 59′ - Семичастный 87′ | (отчёт) | - 16′ Бесков - 54′ Сиземов - 81′ Папков | Стадион: «Динамо» Зрителей: 55 000 Судья: А.Сохранский (Москва) |
| «Динамо» Москва: Фокин - Радикорский, Чернышев, Ремин - Коротков, Поставнин - Трофимов, Бехтенев (75' Смирнов), Назаров, Семичастный, Ильин «Металлург» Москва: Есенин - Палыска, Алякринский , Громов - Кудрявцев, Сиземов - Бесков, А.Зайцев, Кузин, Митронов, Папков |                                               |         |                                         |                                                                 |

| 13 сен Ч 19 (73) | «Динамо» Москва | 1:1     | «Электрик» Ленинград | Москва                                                           |
| | - Ильин 65′     | (отчёт) | - 16′ (пен.) Бодров  | Стадион: «Динамо» Зрителей: 9 000 Судья: А.Тавельский (Куйбышев) |
| «Динамо» Москва: Фокин - Синицын, Радикорский, Волков - Коротков, Поставнин - Лапшин, Бехтенев, Назаров, Семичастный, Ильин «Электрик» Ленинград: Набутов - Бодров, В.Лемешев , Анциферов - Яблочкин, Орешкин - Карась, И.Смирнов, М.Степанов, Кольцов, Лотков |                 |         |                      |                                                                  |

| 18 сен Ч 20 (74) | «Динамо» Москва                              | 1:1     | «Спартак» Москва     | Москва                                                       |
| | - Назаров 43'(пен.) 76'(пен.) - Бехтенев 71′ | (отчёт) | - 79′ (пен.) Глазков | Стадион: «Динамо» Зрителей: 75 000 Судья: И.Широков (Москва) |
| «Динамо» Москва: Фокин - Радикорский, Чернышев, Синицын - Коротков, Поставнин - Семичастный, Якушин , Бехтенев, Назаров, Ильин · «Спартак» Москва: Акимов - Вик. Соколов, Ан.Старостин , Вас. Соколов - Тучков, К.Малинин - А.Протасов, В.Степанов 64', В.Семенов, Гуляев, П.Корнилов (60' Глазков) |                                              |         |                      |                                                              |

| 24 сен Ч 21 (75) | «Динамо» Москва | 1:3     | «Динамо» Ленинград                               | Москва                                                               |
| | - Назаров 9′    | (отчёт) | - 16′ Н.Дементьев - 25′ С.Соловьев - 30′ Сазонов | Стадион: «Динамо» Зрителей: 10 000 Судья: А.Щелчков (Ростов-на-Дону) |
| «Динамо» Москва: Фокин - Радикорский, Чернышев, Синицын - Коротков, Поставнин - Семичастный, Якушин , Бехтенев (46' Щербаков), Назаров, Ильин «Динамо» Ленинград: Кузьминский - М.Денисов, Забелин (75' А.И.Федоров), П.Киселев - Ошенков, Вал. Федоров - Сазонов, Н.Дементьев, Алов, С.Соловьев, Быков |                 |         |                                                  |                                                                      |

| 6 окт Ч 22 (76) | «Динамо» Москва            | 2:6     | ЦДКА                                                                  | Москва                                                          |
| | - Назаров 30′ - Якушин 84′ | (отчёт) | - 25′ 65′ М.Орехов - 42′ 64′ Щербатенко - 46′ Капелькин - 70′ Федотов | Стадион: «Динамо» Зрителей: 30 000 Судья: Е.Стрепихеев (Москва) |
| «Динамо» Москва: Фокин - Радикорский, Чернышев, Ремин - Коротков, Елисеев - Семичастный, Якушин , Бехтенев, Назаров, Ильин ЦДКА: Леонов - Базовой, Лясковский , Калинин - А.Михайлов, А.Виноградов - Гринин, Щербатенко, Федотов, Капелькин, М.Орехов |                            |         |                                                                       |                                                                 |

| 12 окт Ч 23 (77) | «Динамо» Москва                                                  | 6:0     | «Динамо» Одесса | Одесса                                                                       |
| | - Якушин 10′ - Ильин 47′ 75′ 85′ - Семичастный 55′ - Смирнов 82′ | (отчёт) |                 | Стадион: ЦПКиО им.Т.Г.Шевченко Зрителей: 20 000 Судья: Л.Иоселевич (Харьков) |
| «Динамо» Москва: Фокин - Радикорский, Качалин, Ремин - Коротков, Елисеев - Семичастный, Якушин , Смирнов, Назаров, Ильин (75' Трофимов) «Динамо» Одесса: Михальченко - Табачковский, Брагин , Хижников - Токарь, Хейсон - Шляпин, Тарасов, В.Онищенко, Афонькин, Гичкин |                                                                  |         |                 |                                                                              |

| 19 окт Ч 24 (78) | «Динамо» Москва                                                    | 6:1     | «Локомотив» Москва                 | Москва                                                       |
| | - Назаров 10′ - Якушин 24′ 41′ - Смирнов 55′ 78′ - Семичастный 82′ | (отчёт) | - 5'(пен.) И.Андреев - 51′ Лахонин | Стадион: «Динамо» Зрителей: 25 000 Судья: И.Широков (Москва) |
| «Динамо» Москва: Фокин - Радикорский, Чернышев, Ремин - Коротков, Елисеев - Семичастный, Смирнов, Назаров, Якушин , Ильин «Локомотив» Москва: Разумовский - И.Андреев, Жуков, И.Гвоздков - Мошкаркин , Н.Ильин; - Сердюков, Карцев, Лавров, Огурцов, Теренков (46' Лахонин) |                                                                    |         |                                    |                                                              |

| 28 окт Ч 25 (79) | «Динамо» Москва | 0:1     | «Локомотив» Москва | Москва                                                       |
| |                 | (отчёт) | - 70′ Карцев       | Стадион: «Динамо» Зрителей: 20 000 Судья: С.Демидов (Москва) |
| «Динамо» Москва: Фокин - Синицын, Чернышев, Ремин - Коротков, Елисеев - Семичастный, Пономарев, Смирнов, Назаров, Ильин «Локомотив» Москва: Гранаткин - И.Андреев, Жуков, Станкевич - Мошкаркин , Н.Ильин - Киреев, Лахонин, Карцев, Огурцов, Теренков |                 |         |                    |                                                              |

| 2 ноя Ч 26 (80) | «Динамо» Москва | 0:1     | «Сталинец» Ленинград | Ленинград                                                      |
| |                 | (отчёт) | - 65′ Басалаев       | Стадион: им.Ленина Зрителей: 20 000 Судья: А.Гоготов (Харьков) |
| «Динамо» Москва: Медведев - Радикорский, Чернышев, Ремин - Поставнин, Елисеев - Семичастный, Якушин , Смирнов ( 46' Пономарев), Назаров, Ильин «Сталинец» Ленинград: Грищенко - Козинец, Лебедев, С.Медведев - Ивин , Зябликов - Ласин, В.Шелагин (Басалаев, 46), В.Смагин, Ал.Ларионов, Одинцов |                 |         |                      |                                                                |

#### Итоговая таблица
| М | Команда              | И  | В  | Н | П  | Мячи    | ±   | О  |
| - | -------------------- | -- | -- | - | -- | ------- | --- | -- |
|   | «Спартак» Москва     | 26 | 14 | 9 | 3  | 58 − 23 | +35 | 37 |
|   | «Динамо» Тбилиси     | 26 | 14 | 5 | 7  | 60 − 41 | +19 | 33 |
|   | ЦДКА                 | 26 | 14 | 4 | 8  | 68 − 43 | +25 | 32 |
| 4 | «Трактор» Сталинград | 26 | 13 | 4 | 9  | 50 − 39 | +11 | 30 |
| 5 | «Локомотив» Москва   | 26 | 12 | 6 | 8  | 42 − 39 | +3  | 30 |
| 6 | «Металлург» Москва   | 26 | 12 | 5 | 9  | 53 − 50 | +3  | 29 |
| 7 | «Динамо» Москва      | 26 | 12 | 4 | 10 | 60 − 46 | +14 | 28 |
| 8 | «Динамо» Киев        | 26 | 9  | 8 | 9  | 39 − 44 | −5  | 26 |

И — игры, В — выигрыши, Н — ничьи, П — проигрыши, Мячи — забитые и пропущенные голы, ± — разница голов, О — очки

### Кубок СССР 1939
Число участников - 49. Система розыгрыша - «олимпийская». Победитель - «Спартак» Москва.
Команда «Динамо» Москва выбыла в 1/32 финала.
| 30 июл К 1 (9) 1/32 финала | «Динамо» Москва | 1:4     | «Локомотив» Москва                                          | Москва                                                        |
| | - Ильин 9′      | (отчёт) | - 13′ (пен.) Жуков - 40′ Лавров - 62′ Карцев - 40′ Теренков | Стадион: «Динамо» Зрителей: 25 000 Судья: В.Моргунов (Москва) |
| «Динамо» Москва: Фокин - Радикорский, Чернышев, Ремин - Лапшин, Поставнин - Пономарев, Якушин, Щербаков (46' Смирнов), Семичастный, Ильин «Локомотив» Москва: Гранаткин - И.Андреев, Жуков , Станкевич - Мошкаркин, Н.Ильин - Сердюков, Карцев, Лавров, Лахонин, Теренков |                 |         |                                                             |                                                               |

## Товарищеские матчи

#### Предсезонные игры
| 29 мар ТМ 1 | «Динамо» Москва | 9:0     | Сочи | Гагры              |
| |                 | (отчёт) |      | Стадион: Городской |
| «Динамо» Москва: Фокин - Радикорский, Чернышев, Ремин - Лапшин, Елисеев - Трофимов, Бехтенев, Смирнов, Поставнин, Ильин |                 |         |      |                    |

| 24 апр ТМ 2 | «Динамо» Москва | 0:2     | «Динамо» Ростов | Ростов-на-Дону                                            |
|             |                 | (отчёт) |                 | Стадион: им.Ворошилова Судья: В.Черкасов (Ростов-на-Дону) |

| 29 апр ТМ 3 | «Динамо» Москва                | 2:1     | «Пищевик» Москва       | Москва                     |
| | - Поставнин 1:0′ - Назаров 88′ | (отчёт) | - 1:1′ (авт.) Чернышев | Стадион: «Динамо» (3 поле) |
| «Динамо» Москва: Фокин - Радикорский, Чернышев, Богданов - Качалин, Елисеев - Трофимов, Смирнов, Назаров, Поставнин, Ильин |                                |         |                        |                            |

| 3 мая ТМ 4 | «Динамо» Москва | 1:2     | «Локомотив» Москва             | Москва                     |
| | - Поставнин 20′ | (отчёт) | - 1:1′ Огурцов - 1:2′ Теренков | Стадион: «Динамо» (3 поле) |
| «Динамо» Москва: Медведев - Радикорский, Чернышев, Ремин - Коротков, Качалин - Трофимов, Елисеев, Назаров, Поставнин, Ильин «Локомотив» Москва: Гранаткин - И.Андреев, Жуков, Станкевич - Мошкаркин , Н.Ильин - Киреев, Огурцов, Лавров, Лахонин, Теренков |                 |         |                                |                            |

| 6 мая ТМ 5 | «Динамо» Москва      | 2:1     | «Буревестник» Москва | Москва                     |
| | - Бехтенев 1:0′ 2:0′ | (отчёт) | - 2:1′ Исаев         | Стадион: «Динамо» (3 поле) |
| «Динамо» Москва: Медведев - Радикорский, Чернышев, Богданов - Качалин, Елисеев - Трофимов, Лапшин, Бехтенев, Поставнин, Ильин |                      |         |                      |                            |

#### Товарищеские игры
| 29 июл ТМ 6 | «Динамо» Москва | 2:1     | Подольск | Подольск |
|             |                 | (отчёт) |          |          |

| 4 авг ТМ 7 | «Динамо» Москва | 6:3     | Коломна | Коломна |
|            |                 | (отчёт) |         |         |

| 9 авг ТМ 8 | «Динамо» Москва             | 2:3     | «Торпедо» Горький                                | Горький                                                          |
| | - Якушин 1:2′ - Назаров 60′ | (отчёт) | - 0:1′ Дунаев - ~42′ Забываев - 2:3′ Мамулашвили | Стадион: «Торпедо» Зрителей: 16 000 Судья: А.Иконников (Горький) |
| «Динамо» Москва: Фокин - Радикорский, Чернышев, Богданов - Лапшин, Поставнин - Семичастный, Якушин, Щербаков, Назаров, Ильин (замены - Смирнов, Пономарев) «Торпедо» Горький: Победушкин - Плонский, Коровин, Сучков - Келлер, Гуськов - Носков, Забываев (Мамулашвили), Дроздов (Хохлов), Дунаев, А.Салаков |                             |         |                                                  |                                                                  |

| 13 авг ТМ 9 | «Динамо» Москва | 3:1     | «Локомотив» Серпухов | Серпухов |
|             |                 | (отчёт) |                      |          |

| 27 сен ТМ 10 | «Динамо» Москва | 6:2     | «Зенит» Коломна | Коломна |
|              |                 | (отчёт) |                 |         |

## Статистика сезона

### Игроки и матчи
| Игрок                | Чемпионат       | Чемпионат | Кубок           | Кубок   | Итого           | Итого   | Товарищеские матчи | Товарищеские матчи | Всего Чемпионат | Всего Чемпионат | Всего Кубок     | Всего Кубок | Всего           | Всего   | Международные матчи | Международные матчи |
| Игрок                | Вышел на замену | Гол       | Вышел на замену | Гол     | Вышел на замену | Гол     | Вышел на замену    | Гол                | Вышел на замену | Гол             | Вышел на замену | Гол         | Вышел на замену | Гол     | Вышел на замену     | Гол                 |
| Вратари              | Вратари         | Вратари   | Вратари         | Вратари | Вратари         | Вратари | Вратари            | Вратари            | Вратари         | Вратари         | Вратари         | Вратари     | Вратари         | Вратари | Вратари             | Вратари             |
| -------------------- | --------------- | --------- | --------------- | ------- | --------------- | ------- | ------------------ | ------------------ | --------------- | --------------- | --------------- | ----------- | --------------- | ------- | ------------------- | ------------------- |
| Евгений Фокин        | 23              | (-38)     | 1               | (-4)    | 24              | (-42)   | 3                  | (-4)               | 50              | (-76)           | 4               | (-8)        | 98              | (-142)  |                     |                     |
| Николай Медведев     | 4               | (-8)      |                 |         | 4               | (-8)    | 2                  | (-3)               | 4               | (-8)            |                 |             | 4               | (-8)    |                     |                     |
| Защитники            |                 |           |                 |         |                 |         |                    |                    |                 |                 |                 |             |                 |         |                     |                     |
| Всеволод Радикорский | 25              |           | 1               |         | 26              |         | 5                  |                    | 33              |                 | 2               |             | 35              |         |                     |                     |
| Аркадий Чернышев     | 23              |           | 1               |         | 24              |         | 5                  |                    | 50              | 1               | 7               |             | 57              | 1       | 2                   |                     |
| Александр Рёмин      | 20              |           | 1               |         | 21              |         | 2                  |                    | 36              |                 | 6               |             | 68              |         | 1                   |                     |
| Николай Синицын      | 6               |           |                 |         | 6               |         |                    |                    | 14              |                 |                 |             | 14              |         |                     |                     |
| Михаил Волков        | 3               |           |                 |         | 3               |         |                    |                    | 3               |                 |                 |             | 3               |         |                     |                     |
| Георгий Богданов     | 2               |           |                 |         | 2               |         | 3                  |                    | 2               |                 |                 |             | 2               |         |                     |                     |
| Полузащитники        |                 |           |                 |         |                 |         |                    |                    |                 |                 |                 |             |                 |         |                     |                     |
| Алексей Лапшин (1)   | 17              |           | 1               |         | 18              |         | 3                  |                    | 60              |                 | 5               |             | 106             | 13      | 3                   |                     |
| Николай Поставнин    | 19              | 1         | 1               |         | 20              | 1       | 5                  | 2                  | 28              | 7               | 1               |             | 29              | 7       |                     |                     |
| Евгений Елисеев (1)  | 13              |           |                 |         | 13              |         | 4                  |                    | 57              | 5               | 8               |             | 65              | 5       | 2                   |                     |
| Павел Коротков       | 8               |           |                 |         | 8               |         | 1                  |                    | 37              |                 | 5               |             | 69              | 1       |                     |                     |
| Гавриил Качалин      | 9               |           |                 |         | 9               |         | 3                  |                    | 27              |                 | 2               |             | 29              |         | 2                   |                     |
| Нападающие           |                 |           |                 |         |                 |         |                    |                    |                 |                 |                 |             |                 |         |                     |                     |
| Василий Трофимов     | 17              | 4         |                 |         | 17              | 4       | 4                  |                    | 17              | 4               |                 |             | 17              | 4       |                     |                     |
| Михаил Якушин (8)    | 20              | 10        | 1               |         | 21              | 10      | 1                  | 1                  | 71              | 33              | 9               | 2           | 103             | 46      | 3                   | 2                   |
| Александр Назаров    | 22              | 13        |                 |         | 22              | 13      | 3                  | 2                  | 23              | 13              |                 |             | 23              | 13      |                     |                     |
| Михаил Семичастный   | 21              | 14        | 1               |         | 22              | 14      | 1                  |                    | 67              | 34              | 8               | 7           | 75              | 41      | 3                   | 3                   |
| Сергей Ильин (17)    | 23              | 11        | 1               | 1       | 24              | 12      | 5                  |                    | 76              | 36              | 9               | 9           | 139             | 86      | 3                   | 1                   |
| Валерий Бехтенев     | 9               | 1         |                 |         | 9               | 1       | 2                  | 2                  | 9               | 1               |                 |             | 9               | 1       |                     |                     |
| Василий Смирнов      | 9               | 5         | 1               |         | 10              | 5       | 3                  |                    | 39              | 27              | 9               | 8           | 102             | 73      | 3                   | 2                   |
| Иван Щербаков        | 2               |           | 1               |         | 3               |         | 1                  |                    | 14              | 8               | 1               |             | 15              | 8       |                     |                     |
| Алексей Пономарёв    | 2               |           | 1               |         | 3               |         | 1                  |                    | 32              | 15              | 7               | 4           | 39              | 19      | 1                   |                     |
| Петр Серёгин         | 2               | 1         |                 |         | 2               | 1       |                    |                    | 2               | 1               |                 |             | 2               | 1       |                     |                     |
| Василий Павлов       | 1               |           |                 |         | 1               |         |                    |                    | 16              | 10              |                 |             | 101             | 106     |                     |                     |

### Личные и командные достижения
Динамовцы в списке 33 лучших футболистов
| Турнир            | Игрок                                        | Вышел на замену | Игрок         | Гол |
| ----------------- | -------------------------------------------- | --------------- | ------------- | --- |
| Сезоны в клубе    | Василий Павлов                               | 13              |               |     |
| Официальные матчи | Сергей Ильин                                 | 139             | Сергей Иванов | 108 |
| Чемпионат         | Сергей Ильин                                 | 76              | Сергей Ильин  | 36  |
| Кубок             | Сергей Ильин, Михаил Якушин, Василий Смирнов | 9               | Сергей Ильин  | 9   |

Достижения в сезоне

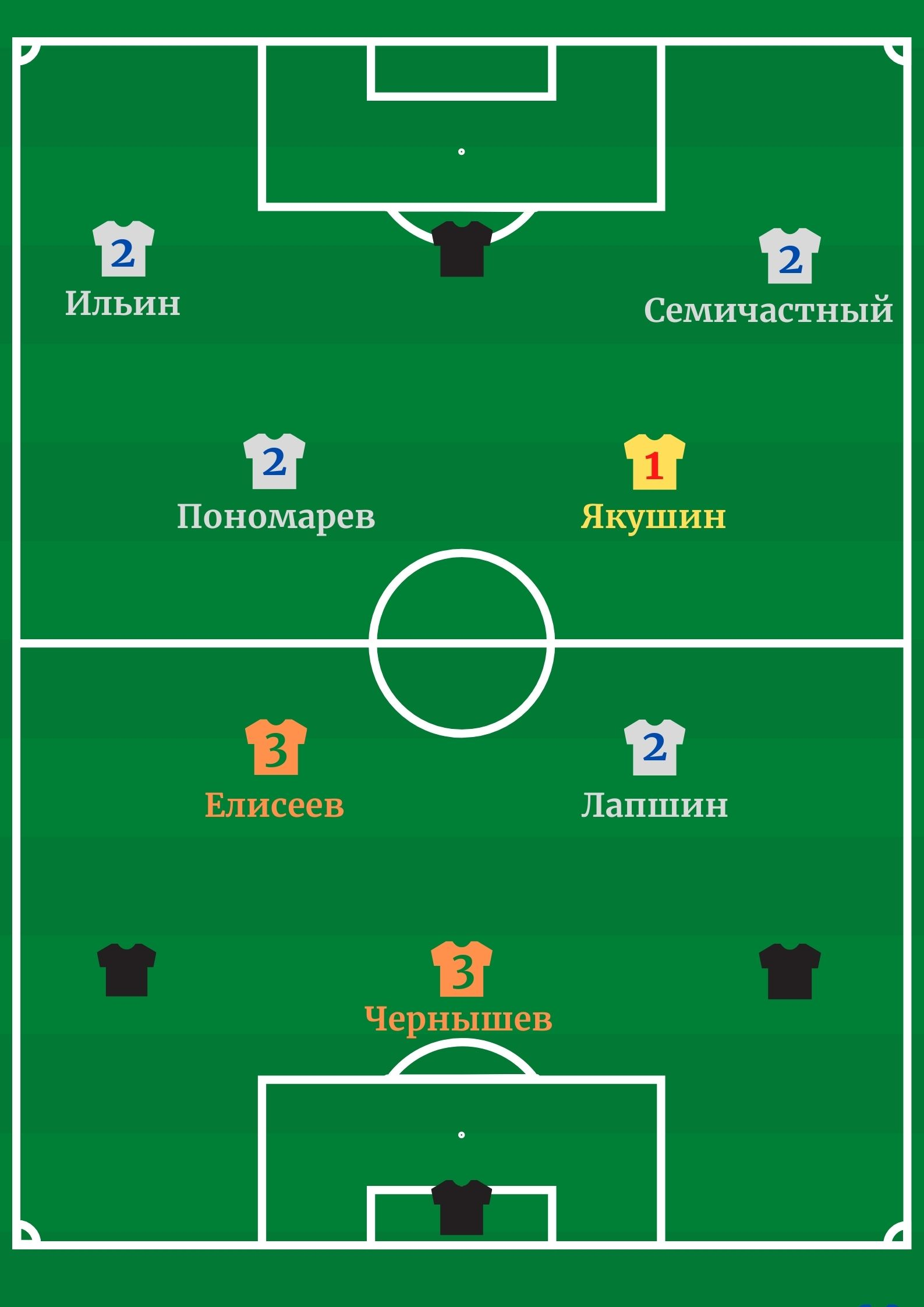

- Василий Павлов первым сыграл в 13-м сезоне за «Динамо»
- Алексей Лапшин, Михаил Якушин и Василий Смирнов сыграли свои 100-е матчи за «Динамо»